# Wilson Bethel
Stephen Wilson Bethel (* 24. února 1984, Hillsborough, New Hampshire, Spojené státy americké) je americký herec. Nejvíce se proslavil seriálem stanice CW Doktorka z Dixie jako Wade Kinsella a rolí Rydera Callahana v telenovele stanice CBS Mladí a neklidní. Také je hvězdou a tvůrcem internetového seriálu Stupid Hype.

## Životopis
Wilson se narodil v Hillsborough v New Hampshire. Je synem Stephena Bethela a Joyce Maynard.

## Kariéra
Než se proslavil v seriálu Mladí a neklidní, objevil se v malých rolích v seriálech JAG, Odložené případy, Námořní vyšetřovací služba a O.C.. Poté následovala role vojáka Dana Greena ve filmu Tunnel Rats. V roce 2008 získal roli v seriálu stanice HBO Generation Kill. Objevil se v sedmi epizodách.
V roce 2011 získal jednu z hlavních rolí v seriálu stanice CW Doktorka z Dixie. Seriál měl premiéru 26. září 2011. 7- května 2015 byl seriál oficiálně po čtyřech sériích zrušen.
Internetová stránka BuddyTV ho obsadila na 14. místo ve svém žebříčku "Nejvíc sexy mužů z televize v roce 2011" a v roce 2012 se objevil na 2. místě.

## Filmografie

### Film
| Rok  | Název                         | Role                          | Poznámky                                         |
| ---- | ----------------------------- | ----------------------------- | ------------------------------------------------ |
| 2008 | Tunelové krysy                | Dan Green                     |                                                  |
| 2011 | Stealing Summers              | Trevor                        |                                                  |
| 2011 | Give a Shirt PSA              | —                             | krátkometrážní film, scenárista                  |
| 2012 | Odplata Wyatta Earpa          | Doc Holliday                  | Video                                            |
| 2012 | Rachel Bilson: Call me Doctor | —                             | krátkometrážní film, scenárista a producent      |
| 2013 | Cold Turkey                   | Hank                          |                                                  |
| 2013 | Inside the Box                | Matt Palmer                   | krátkometrážní film                              |
| 2013 | Not Today                     | Bill George                   |                                                  |
| 2014 | Skrytá vada                   | strážník losangeleské policie |                                                  |
| 2014 | Memory 2.0                    | Henry                         | internetový krátkometrážní film, také scenárista |
| 2017 | So It Goes                    | Jimmy                         | krátkometrážní film                              |

### Televize
| Rok       | Název                      | Role                               | Poznámky                                                                    |
| --------- | -------------------------- | ---------------------------------- | --------------------------------------------------------------------------- |
| 2004      | O.C.                       | Brad                               | díl: „The Telenovela“                                                       |
| 2005      | JAG                        | námořník Apprentice Charles Bander | díl: „Tým snů“                                                              |
| 2005      | Námořní vyšetřovací služba | P. O. John Kirby                   | díl: „Záměna“                                                               |
| 2008      | Odložené případy           | James Tully                        | díl: „Propustka na břeh“                                                    |
| 2008      | Generation Kill            | capitán Evan Stafford              | 5 dílů                                                                      |
| 2009–2011 | Mladí a neklidní           | Ryder Callahan                     | 78 dílů                                                                     |
| 2011      | Obviněná                   | Trent                              | TV film                                                                     |
| 2011–2015 | Doktorka z Dixie           | Wade Kinsella                      | hlavní role, 76 dílů                                                        |
| 2012      | Reception                  | Greg                               | díly: „Christmas Special Part 1: Adam“ a „Christmas Special Part 2: Andrew“ |
| 2013      | Whose line Is It Anyway?   | Sám sebe                           | 1 díl                                                                       |
| 2013      | Tremme                     | Lanny Fox                          | díl: „Dippermouth Blues“                                                    |
| 2013      | Stupid Hype                | Hype                               | TV film                                                                     |
| 2014      | L.A. Rengers               | Parker                             | internetový seriál, 5 dílů                                                  |
| 2015      | The Astronaut Wives Club   | Scott Carpenter                    | hlavní role (1. řada), 8 dílů                                               |
| 2015      | Batesův motel              | Taylor                             | díl: „Norma Louise“                                                         |
| 2015      | Blood & Oil                | Finn                               | 3 díly                                                                      |
| 2016–2017 | Vražedná práva             | Charles Mahoney                    | 4 díly                                                                      |
| 2016      | Myšlenky zločince          | Randy Jasobs                       | díl: „The Bond“                                                             |
| 2016      | The Infamous               | Jason Gant                         | TV film                                                                     |
| 2016      | Harley and the Davidsons   | Ray Weishaar                       | mini-seriál, díl: „Race to the Top“                                         |
| 2017      | American Koko              | Salinger                           | díly: „Meet Koko“ a „Pleasure or Pain“                                      |
| 2018      | Daredevil                  | agent Benjamin „Dex“ Poindexter    | hlavní role (3. řada), 11 dílů                                              |
| 2019–2023 | All Rise                   | Mark Callan                        | hlavní role                                                                 |